# Corea del Nord ai XX Giochi olimpici invernali
La Corea del Nord ha partecipato ai XX Giochi olimpici invernali di Torino, che si sono svolti dal 10 al 26 febbraio 2006, con una delegazione di sei atleti.

## Pattinaggio di figura
| Gara                  | Atleta                           | Obbligatorio | Obbligatorio | Breve/Originale | Breve/Originale | Libero          | Libero | Totale | Totale |
| Gara                  | Atleta                           | Punti        | Pos.         | Punti           | Pos.            | Punti           | Pos.   | Punti  | Pos.   |
| --------------------- | -------------------------------- | ------------ | ------------ | --------------- | --------------- | --------------- | ------ | ------ | ------ |
| Individuale maschile  | Han Jong-in                      |              |              | 42,11           | 30              | non qualificato |        |        | 30     |
| Individuale femminile | Kim Yong-suk                     |              |              | 39,16           | 27              | non qualificata |        |        | 27     |
| Individuale a coppie  | Jong Hyong-hyok Phyo Yong-myoung |              |              | 33,63           | 20              |                 |        |        |        |

## Short track
| Gara   | Atleta       | Batterie     | Batterie | Quarti di finale | Quarti di finale | Semifinali | Semifinali | Finale | Finale |
| Gara   | Atleta       | Tempo        | Pos.     | Tempo            | Pos.             | Tempo      | Pos.       | Tempo  | Pos.   |
| ------ | ------------ | ------------ | -------- | ---------------- | ---------------- | ---------- | ---------- | ------ | ------ |
| 500 m  | Ri Hyang-mi  | squalificata |          |                  |                  |            |            |        |        |
| 500 m  | Jong Suk Yun | 46"177       | 3        |                  |                  |            |            |        | 16     |
| 1000 m | Ri Hyang-mi  | 1'34"360     | 3        |                  |                  |            |            |        | 15     |